# Adobe After Effects
Adobe After Effects е продукт на компанията Adobe Systems и представлява програма служеща за обработка на видео файлове и за изработване на визуални ефекти. Трябва да се отбележи, че това не е програма за свързване на отделни клипове в един филм. Най-новата версия e CC 2020. Тя е оптимизирана за macOS, но поддържа и Windows. Интересен факт е, че рендването на клипове в After Effects зависи от RAM паметта на вашия компютър.

## Информация
Adobe After Effects е водещо софтуерно решение за добавяне на ефекти към вече създадени видео-филми.

## Изисквания
Intel Core2 Duo или AMD Phenom II процесор с 64-bit съпорт
Microsoft Windows 7 with Service Pack 1, Windows 8, Windows 8.1, или Windows 10
4 GB of RAM (8 GB препоръчително)
5 GB свободно място на твърдия диск; изисква допълнително свободно място по време на инсталацията (не може да се инсталира на устройства за съхранение на сменяеми флаш)
Допълнително дисково пространство за кеша на диска (10 GB препоръчително)
1280x1080 дисплей
OpenGL 2.0–capable system
QuickTime 7.6.6 soft ware required for QuickTime features
Optional: Adobe-certifi ed GPU card for GPU-accelerated ray-traced 3D renderer

## Ефекти
Програмата има богат набор от ефекти. Сред тях са възможности за цветова корекция, светлинни източници, двуизмерни и триизмерни присети, blur (размазващ ефект) и много други.